# Barbarian (Psygnosis)
Barbarian es un juego de plataformas para ordenador creado en 1987 por Psygnosis. Inicialmente fue desarrollado para Atari ST, pero progresivamente fue portado a las demás plataformas de la era de las computadoras domésticas. Como en la mayoría de los primeros juegos de Psygnosis, el diseño artístico de la portada fue realizada por el dibujante de fantasía Roger Dean.

## Descripción
En la cortinilla de inicio, se reproduce la fantástica (en su tiempo) animación de un musculoso bárbaro cortando una cadena con su espada.
En las versiones de Amiga, Atari ST y DOS, la animación va acompañada de un sonido digital bajo en la que se aprecia claramente la voz del propio bárbaro pronunciando el nombre del juego ("Barbarian"), un avance que significaría los inicios de la multimedia.
En el juego, el protagonista es Hegor, un bárbaro que deberá atravesar numerosas mazmorras y parajes subterráneos para completar su odisea. Como arsenal, poseerá una espada, al que posteriormente podrá sumar un arco (que será usado con las flechas que vaya recogiendo durante el recorrido).
El juego utiliza un sistema de control único para compensar la falta de más de un botón de fuego en los joysticks de muchos sistemas. El jugador primero pulsa un botón, que hace aparecer un menú de acciones a lo largo de la parte inferior de la pantalla. A continuación escoge la acción deseada moviéndose cíclicamente por ellas con el joystick y, a continuación, pulsar el botón de nuevo, cuando la acción deseada se ha iluminado.
En las versiones originales, este juego intentado emular el estilo visual de la portada y la apertura de la animación. El juego utiliza sprites muy detallados y coloridos y una variedad de efectos de sonido reflexivos para acompañar a la acción en pantalla. La versión para DOS reproduce voz digitalizada en la cortinilla de inicio y ofrece otros efectos de sonido mediante el altavoz de PC.

## Secuelas
Se hizo una secuela en 1991/1992, Barbarian II. Se establece en la era de Leander, Ork y Armourgeddon, otros juegos de acción/aventura basados en plataformas de Psygnosis.

## Conversiones
Desde la versión original para Atari ST, el juego se portó a Commodore Amiga, Commodore 64, DOS, MSX, Amstrad CPC y Sinclair ZX Spectrum.  El año de lanzamiento de las conversiones es 1988, excepto para la versión Amiga que fue lanzada en 1987 con la de Atari ST.